# Eparchia brytyjska i zachodnioeuropejska
Eparchia brytyjska i zachodnioeuropejska – jedna z ośmiu eparchii Rosyjskiego Kościoła Prawosławnego poza granicami Rosji, z siedzibą w Londynie.
Utworzona w czerwcu 2019 r. postanowieniem Świętego Synodu Rosyjskiego Kościoła Prawosławnego poza granicami Rosji, poprzez połączenie dwóch eparchii: genewskiej i zachodnioeuropejskiej oraz brytyjskiej i irlandzkiej. Ordynariuszem administratury został biskup londyński i zachodnioeuropejski Ireneusz (Steenberg).
W 2019 r. w skład eparchii wchodziły 34 placówki (w tym 29 parafii) w Belgii, Francji, Hiszpanii, Holandii, Irlandii, Luksemburgu, Szwajcarii, Wielkiej Brytanii i Włoszech. Posługę pełniło 31 kapłanów (w tym 2 zakonnych) i 8 diakonów (w tym 1 zakonny).